# 21419 Девієнс
21419 Девієнс (21419 Devience) — астероїд головного поясу, відкритий 20 березня 1998 року.
Тіссеранів параметр щодо Юпітера — 3,600.